# (36269) 1999 XB214
1999 XB214 (asteroide 36269) é um asteroide troiano de Júpiter. Possui uma excentricidade de 0.06501580 e uma inclinação de 17.99940º.
Este asteroide foi descoberto no dia 14 de dezembro de 1999 por LINEAR em Socorro.